# 대한유화
대한유화(大韓油化)는 플라스틱 원료를 전문으로 생산하는 대한민국의 KOSPI 상장기업이다. 1970년 6월 대한유화공업(大韓油化工業)으로 설립되었으며, 2015년 3월 현재의 사명으로 변경하였다.

## 제품
대한유화는 플라스틱 원료인 폴리프로필렌(PolyPropylene, PP)와 고밀도폴리에틸렌(HDPE, High Density PolyEthylene)를 전문으로 생산한다.
원유를 증류하면 끓는점의 차이에 의해 아스팔트 찌꺼기에서 시작해 중유, 경유, 등유, 휘발유(가솔린), 석유가스 등이 얻어지는데, 이 중 휘발유를 세분하여 분리하면 나프타가 나오고 나프타를 열분해하면 에틸렌과 프로필렌이 나온다.
에틸렌으로부터는 열가소성 플라스틱인 폴리에틸렌이 만들어지고, 폴리에틸렌을 가공하면 섬유 또는 플라스틱이 만들어진다. 프로필렌으로부터도 열가소성 플라스틱이 만들어지는데, 강도와 투명성이 폴리에틸렌보다 우수하다. 이것으로는 자동차의 플라스틱 소재, 가전제품, 일회용 주사기, 투명용기 등을 만든다.
울산과 온산의 석유화학공업단지에, 나프타의 분해에서 시작해 합성수지 생산에까지 이르는 수직 계열화된 생산시설을 갖고 있어 원료 공급이 원활하다.
또한 자회사인 코리아에어텍에서는 액체질소, 기체질소, 액체산소, 액체아르곤 등 공업용 가스도 제조한다.

## 규모 및 실적
회사 규모는 2024년 11월 기준으로 시가총액 5,772억 안팎이고 매출액은 매년 변화없이 2조원 가량이 나온다.

## 참고 문헌
- 눈높이대백과 - 폴리에틸렌계 플라스틱 Polyethylene계 plastic
- 와이즈에프엔, 2014
- 매일경제 증권센터